# Epentes
Epentes (av grekiska ἐπένθεσις – epenthesis, av epi, 'på'; en, 'i'; och thesis 'uppställning', 'sättande') innebär att ett fonem eller en stavelse skjuts in i ett ord, ofta för att underlätta uttalet. 

## Exempel
- fågel ← fornsvenska fughl
- socken ← fornsvenska sōkn
- vinter ← fornsvenska vintr